# 四郷地区
四郷地区（よごうちく）は、三重県四日市市の地区の一つ。1943年に四日市市に編入された三重郡四郷村の村域にあたり、四日市市役所四郷地区市民センターの管轄区域である。

## 概要

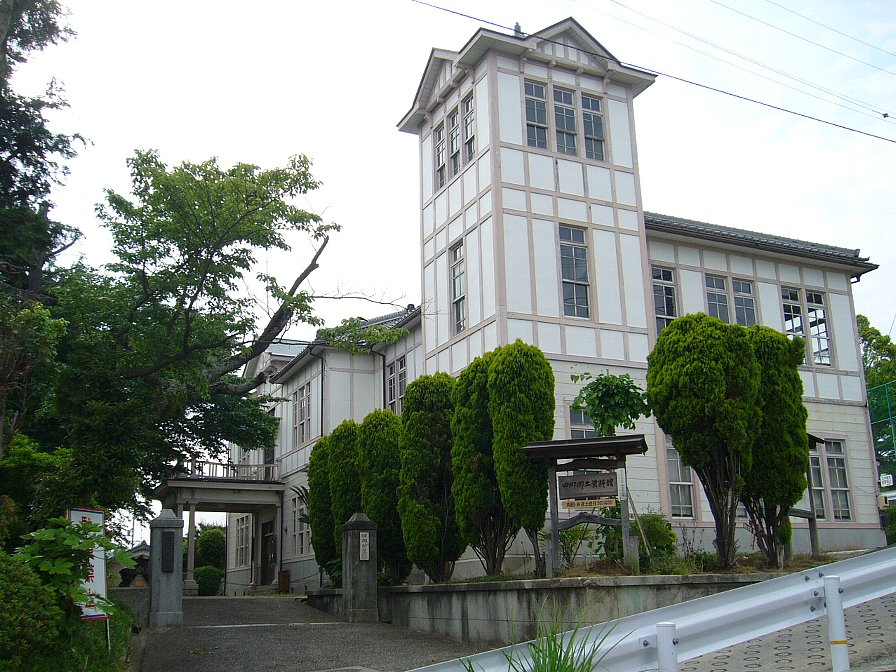
旧四郷村役場

- 四郷地区・笹川地区・高花平地区の3地区があり、（四郷小学校区・笹川東小学校区・笹川西小学校区・高花平小学校区）で構成されている。

市内最大の笹川団地や高花平を抱えていて団地内には日系ブラジル人などの外国人の住民が多くてポルトガル語・スペイン語に対応した授業が小中学校で行われていて、人口は市内随一。美しい緑も多数残る。四日市四郷高校がある。
- 主な町名は、四日市あすなろう鉄道（旧近鉄）八王子線沿線の以下の通りの地区である。東日野町（東日野駅が立地していた）→西日野町（西日野駅が立地）→室山町（室山駅が立地していた）→牛頭天王の8人の子供の意味の八王子町（伊勢八王子駅が立地していた）と高花平（住宅団地）、古い地名日永野の名称変更があり幕末の開拓者として活躍した小林藤次郎由来の町名の小林町（古い村落）などがある。
- 地区の中心には、旧四郷村役場を利用した郷土資料館や、郷土の偉人の伊藤小左衛門（5世）や十代目伊藤伝七の活躍で創設された三重紡績（東洋紡）の前進となった製糸工場、酒蔵などが立地し明治時代から昭和初期の建物が多く残る。

## 地理

### 面積
- 面積は8.40 km2

## 歴史

### 沿革
- 三重郡四郷村が1889年（明治22年）に成立
- 1943年（昭和18年）に四日市市に編入される。